# Princípio do primado

O princípio do primado é um princípio fundamental da ordem jurídica da União Europeia, que surgiu da necessidade de esclarecer, no âmbito da relação entre Direito da União e os Direitos nacionais dos Estados-membros, qual o ato que prevalecerá perante um conflito entre um ato europeu e um ato interno de um Estado membro. O princípio do primado esclarece que nestes conflitos prevalecerá o ato de Direito da União.
O primado resulta do processo de integração europeia, que conduziu ao estabelecimento de um ordenamento jurídico próprio, de “natureza especificamente original”. Em contraste com o Direito Internacional, o Direito da União Europeia, como desde cedo afirmado pelo Tribunal de Justiça da União Europeia, é produto de uma ordem jurídica uniforme, “de natureza comunitária”, estando “integrada no sistema jurídico dos Estados-membros” e “impondo-se aos seus tribunais”, infiltrando-se na ordem jurídica interna tendo em vista a produção integral dos seus efeitos.
O princípio não está consagrado nos Tratados, tendo sido consagrado pelo Tribunal de Justiça da União Europeia (TJUE) pela primeira vez no acórdão no caso Costa c. ENEL. Ainda assim, é possível considerá-lo como implicitamente previsto pela necessidade de cooperação leal com a União: os Estados devem abster-se de pôr em causa a realização dos objetivos da União (artigo 4.º, n.º 3, TUE). O reconhecimento deste princípio, a par do princípio do efeito direto e da interpretação conforme, traduz um “passo fundamental” na defesa da autonomia do Direito da União, desempenhado um papel determinante no processo de transformação da Europa.
O carácter de “Direito comum” do Direito da União só pode ser garantido quando ele seja interpretado e aplicado uniformemente nos ordenamentos jurídicos internos. Como igualmente reconhecido pelo Tribunal, o princípio da uniformidade do Direito da União é imposto por considerações de igualdade e, consequentemente, de proibição de discriminação entre Estados-membros (valores salvaguardados pelos Tratados constitutivos da União).

## Evolução Jurisprudencial do Princípio do Primado

### Preliminares
Como previu o advogado-geral Karl Roemer no caso Van Gend en Loos, o reconhecimento do princípio do efeito direto por parte do Tribunal de Justiça, implicaria uma posterior afirmação do princípio do primado. Nas palavras de Sofia de Oliveira Pais, “o caso Van Gend en Loos é a rampa de lançamento que permitiu ao Tribunal saltar para o nível seguinte: a afirmação clara do princípio do primado”. Isto porque, reconhecido o efeito direto de algumas normas europeias (isto é, que estas possam ser invocadas pelos particulares em tribunal nacional na defesa dos seus direitos), coloca-se necessariamente a questão de saber como resolver o eventual conflito entre essas normas europeias (diretamente aplicáveis) e as normas nacionais, que também vinculam os particulares.

### CasoCosta c. ENEL
A proclamação do princípio do primado, “um dos princípios fundamentais mais conhecidos, mas também mais controversos, da ordem jurídica da União”, resultou de um litígio bastante corriqueiro:
“A história subjacente ao acórdão Costa c. ENEL começou em 1962, quando Flaminio Costa, advogado em Milão, se recusou a pagar a sua conta de eletricidade, no valor simbólico de 1,925 libras, como forma de protesto contra a lei italiana de nacionalização da energia elétrica, de 6 de dezembro de 1962, denunciada como sendo incompatível com certas disposições do então Tratado CEE (artigos 37º, 53º, 93º e 102º).”
O Sr. Costa, motivado por Gian Galeazzo Stendardi (um advogado de meia-idade de Milão e professor assistente de Direito Constitucional na Universidade de Direito de Milão), veio a impugnar a decisão administrativa de cobrança da conta de eletricidade intentando uma ação num tribunal nacional. Foram intentadas duas ações no tribunal nacional, dado que apenas à segunda (em 1964) é que o juiz nacional, Vittorio Emanuele Fabbri, lançou mão do mecanismo de reenvio prejudicial, chegando o caso em questão à jurisdição do Tribunal de Justiça.
O Tribunal afirmou, então, a primazia do Direito da União face ao Direito nacional. Isto implica que “em caso de conflito, o direito da União se aplica com preferência sobre o direito nacional dos Estados-membros”. Para tal fundamentou o princípio do primado em cinco argumentos:
- Um primeiro argumento está em afirmar a autonomia da ordem jurídica europeia, não estando esta dependente dos ordenamentos jurídicos nacionais. “Os Estados-membros, ao assinarem os Tratados, criaram uma ordem jurídica nova, que se autofundamenta, e que, portanto, se encontra desligada quer das ordens jurídicas nacionais, quer da velha ordem jurídica internacional”[7]. Assim, o fundamento do princípio do primado está na própria ordem jurídica da União. Neste sentido, Rui Moura Ramos afirma que “o impressionante não é existir efeito direto, ou primado sobre qualquer norma nacional (…), o que é significativo é que tudo isso resulta do próprio Direito Comunitário e não das normas jurídicas nacionais”[12].

- Em segundo lugar, o Tribunal de Justiça considerou que a vinculação dos Estados-membros aos Tratados europeus implicou uma transferência de competências para as instituições europeias, implicando uma limitação de soberania. O princípio do primado decorreria, portanto, dessa vinculação dos Estados-membros ao Direito Europeu, a qual não podem posteriormente contrariar, pretendendo a primazia das normas nacionais face às europeias.

- O terceiro argumento apresentado pelo Tribunal para justificar o princípio do primado foi que, caso este não fosse reconhecido (tendo as normas nacionais primazia face às normas europeias), o Direito da União não seria igual e plenamente aplicado por todos os Estados-membros. Tal possibilidade seria contrária ao espírito e objetivos do Tratado, dado que, na realidade, não haveria um verdadeiro Direito comunitário. “Os objetivos de integração e cooperação entre todos ficariam comprometidos se os Estados se recusassem a aplicar o direito da União”[7]. Assim, a eficácia do direito comunitário não pode variar de Estado para Estado em função de legislação interna posterior, sem colocar em causa os objetivos presentes no Tratado (art.º 4.º n.º 3 TUE) e provocar uma discriminação vedada pelo art.º 18.º TFUE. “O direito nascido do Tratado não poderia, em razão da sua natureza, ver ser-lhe judicialmente oposta regras de direito nacional, quaisquer que sejam, sem perder o seu carácter comunitário e sem que seja posta em causa a base jurídica da própria Comunidade”[13].

- Em quarto lugar, o Tribunal afirma que as normas dos Tratados têm natureza vinculativa, não sendo disponíveis. Como tal, não considerar a primazia das normas europeias (isto é, não afirmar o princípio do primado) seria ir contra a sua natureza. Tratar-se-ia de normas meramente contingentes.

- Por último, o Tribunal apresenta um argumento textual, afirmando que o princípio do primado decorreria da aplicabilidade direta dos regulamentos (hoje prevista no artigo 288.º, TFUE).

Apesar de ter afirmado o princípio do primado, o Tribunal de Justiça, no caso concreto, pronunciou-se contra o Sr. Costa. Assim evitou possíveis conflitos com os Estados-membros resultante de uma afirmação abrupta do princípio do primado.

### Desenvolvimentos jurisprudenciais posteriores
“O princípio do primado não surgiu de uma vez só com a decisão do Tribunal de Justiça no caso Costa c. ENEL. Surgiu gradualmente e através de vários passos pequenos”. Aliás, algumas questões ficaram sem resposta neste primeiro caso sendo necessário um esclarecimento posterior por parte do TJUE. Assim, para plena compreensão do princípio do primado, há que atender, hoje, aos posteriores desenvolvimentos da jurisprudência do Tribunal de Justiça.

#### Internationale Handelsgeselschaft
A administração alemã exigiu o depósito de uma caução a um exportador alemão de cereais quando este pretendeu obter um certificado de exportação. A exigência de caução decorria de regulamentos europeus. O tribunal administrativo de Frankfurt considerava que essas disposições comunitárias violavam certos direitos fundamentais do direito constitucional alemão, logo, não podiam ser aplicadas. Por esta razão, o tribunal alemão reenviou para o Tribunal de Justiça a questão relativa à validade da norma comunitária que viola a lei fundamental nacional.
O Tribunal de Justiça afirmou, no acórdão, que “Ao direito emergente do Tratado, emanado de uma fonte autónoma, não podem, em virtude da sua natureza, ser opostas em juízo regras de direito nacional. [...] A invocação de violações, quer aos direitos fundamentais, tais como estes são enunciados na Constituição de um Estado-Membro, quer aos princípios da estrutura constitucional nacional, não pode afetar a validade de um ato da Comunidade ou o seu efeito no território desse Estado.” Neste parágrafo, o Tribunal de Justiça reconheceu que os Estados-membros não poderiam fazer a apreciação da validade dos atos adotados pelas instituições da Comunidade, sob pena de se afastar a eficácia e unidade das disposições comunitárias. No parágrafo seguinte, disse “convém, no entanto, analisar se não terá sido violada qualquer garantia análoga, inerente ao direito comunitário. Com efeito, o respeito dos direitos fundamentais faz parte integrante dos princípios gerais de direito cuja observância é assegurada pelo Tribunal de Justiça. A salvaguarda desses direitos, ainda que inspirada nas tradições constitucionais comuns aos Estados-membros, deve ser assegurada no âmbito da estrutura e dos objetivos da Comunidade.”  As disposições comunitárias prevalecem sobre todas as normas nacionais, incluindo sobre as constituições nacionais. Mas o direito comunitário também reconhece os direitos fundamentais, por isso, uma norma comunitária que violou direitos fundamentais pode ser inválida no próprio sistema da União. Isto é, o Estado alegou que uma norma comunitária contraria a Constituição, e o Tribunal de Justiça afirmou que o princípio do primado impede esta configuração, mas admite, contudo, que a norma comunitária eventualmente pode violar princípios gerais de direito comunitário que afinal sejam coincidentes com princípios constitucionais. 

#### Simmenthal[15]
Neste acórdão temos o caso que opõe a administração das Finanças italiana e a sociedade italiana Simmenthal. Esta última, em consequência de ter importado de França carne de bovino destinada à alimentação humana, ficou sujeita ao pagamento de determinadas taxas aduaneiras impostas por uma lei nacional. Considerando esta imposição interna incompatível com as normas comunitárias relativas à livre circulação de mercadorias, a Simmenthal intentou uma ação, pedindo a restituição dos montantes pagos, junto do Pretore di Susa.
Neste contexto e nos termos do (atual) artigo 267º TFUE, o Pretore di Susa submeteu ao Tribunal de Justiça algumas questões relativas à interpretação das disposições do Tratado da CEE sobre a livre circulação de mercadorias e do Regulamento do Conselho nº 805/68, de 27 de junho de 1968, relativo à organização comum do mercado no setor da carte de bovino e de taxas sanitárias, impostas às importações desta mercadoria. Respondidas estas questões pelo Tribunal de Justiça em favor da Simmenthal, o Pretore di Susa, considerando ilegal as cobranças efetuadas, ordenou a restituição dos montantes pagos pela sociedade acrescidos de juros de mora.
Insatisfeita com a decisão, a Administração das Finanças italiana interpôs recurso defendendo a prevalência da lei nacional que autoriza a cobrança de direitos à importação pelo seu caráter posterior em relação as disposições do direito comunitário. Nestes termos, o Pretore di Susa viu-se novamente impelido a reenviar ao Tribunal de Justiça algumas questões prejudiciais relativas ao princípio da aplicabilidade direta do direito comunitário, interrogando sobre as consequências desse princípio em caso de contradição entre uma norma de direito comunitário e outra posterior de direito interno.
Quanto a aplicabilidade direta, o Tribunal de Justiça considerou que as normas de direito comunitário, uma vez em vigor, produzem a plenitude dos seus efeitos de modo uniforme e, por isso, constituem uma fonte imediata de direitos e obrigações para todos os seus destinatários quer sejam Estados-Membros quer sejam os particulares.  Daqui decorre a afirmação do princípio do primado, considerado, na linguagem de Pierre Pescatore, como uma «exigência existencial» da ordem jurídica europeia. Da força desde princípio, o Tribunal deduz:
Em primeiro lugar, a inaplicabilidade de qualquer norma de direito interno que seja contrária ao direito comunitário, independentemente do seu horizonte temporal em relação ao direito comunitário: ao excluir uma norma nacional que contraria o direito comunitário, o juiz não precisa solicitar ou esperar a prévia eliminação da referida norma, mas fá-lo por autoridade própria, enquanto responsável pela aplicação do direito comunitário;
Em segundo lugar, o dever do juiz nacional de aplicar integralmente o direito comunitário e proteger os direitos que este confere aos particulares: é “obrigação do juiz nacional assegurar a proteção dos direitos conferidos pelas normas do direito comunitário”;
Em terceiro lugar, a necessidade de afastar qualquer norma ou prática legislativa, administrativa ou judicial da ordem jurídica nacional que se apresenta como obstáctulo claro à aplicação e eficácia das normas comunitárias;
Por fim, o impedimento de formação válida de novos atos legislativos nacionais que se apresentam incompatíveis com as normas do direito comunitário, sob pena de desvirtuar os efetivos compromissos assumidos por força dos Tratados pelos Estados-Membros.

#### Comissão c. República Francesa[16]
O TJUE desenvolveu ainda o conteúdo do princípio do primado no acórdão Comissão contra República Francesa de 4 de Abril de 1974 (processo 167/73). O caso surge a propósito do Code du Travail Maritime francês, que estabelecia que o pessoal de um navio que desempenha determinadas atividades deve ter nacionalidade francesa, o que é contrário à livre circulação dos trabalhadores consagrada no (atual) artigo 45.º TFUE, que implica a abolição de toda e qualquer discriminação em razão da nacionalidade, e com o Regulamento n.º 1612/68. Por esta razão, a Comissão intentou uma ação por incumprimento contra a República Francesa. O Governo francês não negou a existência do incumprimento, mas, argumentou que na prática as disposições contrárias ao Direito da União não eram aplicadas, apesar da sua manutenção em vigor na ordem jurídica nacional.
Antes de mais, o TJUE afirmou mais uma vez o primado absoluto do Direito da União, dizendo que sendo as disposições do (atual) art.º 48.º TFUE e do Regulamento n.º 1612/68 diretamente aplicáveis na ordem jurídica de qualquer Estado-membro, o princípio do primado determina que qualquer disposição do direito interno contrária ao direito comunitário não é aplicável. Quanto à argumentação do Governo francês, o TJUE foi claro em sublinhar que a manutenção do texto do Code du travail maritime origina uma situação de facto ambígua, um estado de incerteza quanto às possibilidades de invocar o direito comunitário que estão reservadas aos sujeitos de direito interessados. Assim, concluiu que a proibição de discriminação referida no (atual) artigo 45.º do Tratado TFUE tem um carácter absoluto, sendo qualquer insegurança proibida. Numa palavra, entendeu o TJUE que o primado implica não apenas a inaplicabilidade do direito nacional contrário, mas impõe simultaneamente aos Estados-membros uma obrigação de evitar qualquer tipo de ambiguidade, um dever de promover a revogação das disposições legais contrárias, não bastando a mera adoção de uma prática conforme.

### A clarificação do princípio do primado
O caso Costa c. ENEL serviu como plataforma para a proclamação de um dos princípios fundamentais mais relevantes, mas também mais controversos da ordem jurídica da União, tendo repercussões significativas nos sistemas constitucionais dos Estados-Membros. Todos os atos europeus com força vinculativa beneficiam deste primado, quer se trate de direito originário ou de direito derivado. Por outro lado, todos os atos nacionais estão sujeitos a este princípio, seja qual for a sua natureza (lei, regulamento, portaria, despacho, circular, etc.), independentemente de se tratar de diplomas adotados no exercício do poder executivo ou legislativo dos Estados-Membros. O princípio abrange, também as constituições nacionais, devendo o juiz nacional não aplicar as disposições de uma Constituição se contrárias ao direito europeu. Por fim, também o poder judicial está sujeito ao princípio do primado, devendo as decisões dos tribunais nacionais respeitar o direito da União.
Em resultado da afirmação do princípio do primado, a desconformidade entre uma norma nacional e uma norma europeia não conduz simplesmente à responsabilidade internacional do Estado à luz do princípio pacta sunt servanda, abrangendo a necessidade de dar pleno efeito a esse juízo de desconformidade, através da desaplicação da norma nacional (primeira consequência). Prevalecendo o ato de direito da União face ao ato de direito interno, este estará sujeito a uma sanção de inaplicabilidade (ineficácia jurídica). Esta sanção é distinta do que se sucede no relacionamento entre normas de um sistema federal, cuja incompatibilidade da norma do Estado federado com normas do Estado federal conduz à invalidade da mesma.
Por outro lado, o resultado do princípio do primado é simplesmente a inaplicabilidade da norma nacional contrária ao direito europeu, que se traduz numa mera suspensão dos seus efeitos no âmbito de aplicação coincidente e nunca a sua invalidade. Desta maneira o efeito resultante deste princípio pode ser de substituição (efeito espada) ou de exclusão (efeito escudo). O primeiro caso consiste simplesmente na substituição da norma nacional pela norma europeia, nas situações em que as duas normas concorrem entre si quanto ao seu âmbito de aplicação. Este efeito de substituição é visível, nomeadamente, no caso Vueling. O segundo caso pode ocorrer quando a norma europeia não regula verdadeiramente a situação, mas impede a norma nacional de se aplicar ao caso sem a substituir. Em suma, não se verifica necessária a revogação da norma nem a declaração de inconstitucionalidade da mesma para que ela possa ser desaplicada.
Além disso, o TJUE esclareceu, no acórdão no caso Filipiak, que ainda que o Tribunal Constitucional tenha declarado inconstitucionais determinadas disposições de Direito interno, com efeitos apenas em data posterior, o juiz nacional não ficaria impedido de as desaplicar no âmbito do litígio que é chamado a decidir, se as considerar contrárias ao direito comunitário. O TJUE terá adotado solução semelhante no caso Winner Wetten (proc. C-409/06), reforçando que uma norma incompatível com o Direito comunitário “não pode continuar a ser aplicada durante um período transitório”.

## Reservas nacionais ao princípio do primado
A afirmação deste princípio pelo Tribunal de Justiça, naturalmente, enfrentou, e enfrenta, algumas resistências de diferentes ordens por parte dos Estados-membros. “A maioria dos tribunais constitucionais dos Estados-membros não aceitou – e continua não aceitar –, pois, a visão monista e incondicional que o TJUE adotou sobre o primado do direito da União.”
Em geral, pode-se dizer que a ideia da prevalência do direito comunitário sobre o direito interno foi, no que toca à lei ordinária, acolhida com serenidade pelos Estados-membros. Contudo, “muito mais melindroso é o tema da desconformidade do direito interno com as normas constitucionais dos Estados-membros, no que toca ao efeito interno daquele direito ou à sua aplicabilidade pelos tribunais do Estado-Membro cuja constituição se encontre em causa”.
Assim, foi desenvolvida a “doutrina dos contralimites”, construída especialmente na Itália e na Alemanha. Doutrina esta que pretende impor limites às limitações da soberania estadual decorrentes da afirmação da primazia do Direito Europeu.
Para começar, os tribunais nacionais contestam o fundamento do princípio do primado: quando os Estados aceitam o primado das normas europeias, dizem que o fazem porque as suas constituições assim o permitem, não porque o a autonomia do Direito da União assim o impõe. “O fundamento do princípio do primado encontra-se nas constituições dos Estados que limitaram a sua soberania em favor da União”.
Em segundo lugar, reconhecendo o princípio do primado, os Estados entendem que este não é um princípio ilimitado. Assim, considera-se que o direito da União não terá primazia sobre todas as normas nacionais. “O primado encontra-se sujeito fundamentalmente a dois tipos de exceções: por um lado, os direitos fundamentais, e por outro as competências da União.”
A reserva relativa aos direitos fundamentais justifica-se no receio dos Estados de que o princípio do primado implique uma menor garantia dos direitos fundamentais dos particulares. Isto porque, “até dezembro de 2009, os tratados constitutivos não incluíam um catálogo próprio de direitos fundamentais, e o valor jurídico da Carta dos Direitos Fundamentais da União Europeia permanecia duvidoso”.
Como afirma Patrícia Fragoso Martins, “considerando que a maior resistência ao princípio do primado a nível nacional se fazia sentir devido à ausência de sistema de tutela de direitos fundamentais ao nível da União, o TJUE, através de um notável esforço pretoriano, introduziu o sistema de proteção em falta através da suja jurisprudência.”
É no seguimento das reservas suscitadas pelos Estados em relação à primazia das normas europeias sobre disposições constitucionais que salvaguardam direitos fundamentais, que surge o princípio da União de Direito, já que a própria UE foi integrando a proteção dos direitos fundamentais no seu ordenamento precisamente com o objetivo de garantir a continuidade da sua supremacia sobre os direitos nacionais.
O já referido acórdão Internationale Handelsgeselschaft é resultado desse esforço. Apesar de considerar o princípio do primado como absoluto e incondicional, o Tribunal de Justiça chama a atenção para a possibilidade de certas normas nacionais (nomeadamente os direitos fundamentais) encontrarem um conteúdo análogo no direito europeu (nomeadamente por se traduzirem em princípios gerais de direito), vinculando assim o legislador europeu. Assim, não põe em causa o princípio do primado, assegurando ao mesmo tempo a proteção dos direitos fundamentais (a norma europeia que viole direitos fundamentais será inválida dentro do próprio sistema europeu). Aponta o Tribunal de Justiça:
“Convém, no entanto, analisar se não terá sido violada qualquer garantia análoga, inerente ao direito comunitário. Com efeito, o respeito pelos direitos fundamentais faz parte integrante dos princípios gerais de direito cuja observância é assegurada pelo Tribunal de Justiça.”

### Alemanha
Como guardião da identidade constitucional da Alemanha, o Tribunal constitucional afirma que o princípio do primado tem uma natureza e uma força derivada pelo que o direito da União é aplicado no respeito pelos limites da ordem ou da autorização constitucional. Se as normas europeias se apresentarem contrárias à lei de autorização estão sujeitas a não ser aplicadas para preservar a identidade constitucional que é inviolável (Cfr. BVerfGE 73, 339 e 31, 145).
O acórdão Internationale Handelsgeselschaft deu azo a um “conflito sério entre o TJUE e o Tribunal Constitucional alemão, ainda hoje não definitivamente resolvido” após a decisão proferida pelo Tribunal Constitucional alemão sobre o mesmo caso: Solange I. O Tribunal Constitucional alemão entendeu que continuaria a apreciar a constitucionalidade das normas europeias face à constituição alemã (tendo algumas normas nacionais primazia), enquanto o sistema de proteção de direitos fundamentais europeu não tivesse um nível de desenvolvimento equiparável ao do direito nacional. 
Contudo, sete anos mais tarde, o acórdão do Tribunal Constitucional alemão Solange II “representou o primeiro sinal de reconciliação entre a jurisprudência constitucional alemã e os tribunais da União, relativamente às relações entre as suas ordens jurídicas”. Atendendo ao desenvolvimento da jurisprudência do Tribunal de Justiça nos domínios dos direitos fundamentais o tribunal alemão “estabeleceu a sua famosa reserva temporal em sentido contrário”, estabelecendo que deixaria de avaliar a constitucionalidade das normas europeias (reconhecendo a sua primazia), enquanto o sistema europeu garantisse a proteção dos direitos fundamentais de forma equivalente àquela que é garantida na ordem jurídica alemã. “Nesta construção, algumas diferenças de proteção são aceitáveis desde que o nível de proteção seja genericamente equivalente”. Assim, admite-se que o Tribunal de Justiça chegue a soluções diferentes da que chegaria o tribunal nacional, desde que se verifique o mesmo nível de proteção dos direitos fundamentais.
Por último, o acórdão Maastricht, também do Tribunal Constitucional alemão, introduz outra limitação ao princípio do primado: só se verificará a primazia das normas europeias no âmbito das competências atribuídas à União.

### Itália
Em Itália ao lado do reconhecimento da plena eficácia das normas da União, defende-se, em casos limitados, a reserva de intervenção do juiz constitucional: «…Con l’adesione ai Trattati comunitari, l’Italia è entrata a far parte di un “ordenamento” più ampio, di natura sopranazionale, cedendo parte della sua sovranità, anche in riferimento al potere legislativo, nelle materie oggetto dei Trattati medesimi, con il solo limite dell’intangibilità dei principi e dei diritti fondamentali garantiti dalla Costituzione» (Acórdão da Corte Constituzionale 348/2007 de 22 de outubro).

### Espanha
Também o Tribunal constitucional espanhol se pronunciou na mesma senda, admitindo a existência da prioridade aplicativa sobre a própria Constituição, mas sem excluir a necessidade de intervir especificamente para assegurar o respeito pelos valores fundamentais: « … la Constitución ha aceptado, ella misma, en virtud de su art. 93, la primacía del Derecho de la Unión en el ámbito que a ese Derecho le es propio, según se reconoce ahora expresamente en el art. I-6 del Tratado/ (…) la primacía proclamada, incapaz de sobreponerse al ejercicio de una renuncia, que queda reservada a la voluntad soberana, suprema, de los Estados miembros»  (Declaração nº 1/2004, de 13 de Dezembro).

## O primado e a relação com o Direito Português
A relação do princípio do primado com o ordenamento jurídico português é marcada, entre outros, por dois acontecimentos históricos fundamentais: a revisão constitucional de 2004 e a publicação do acórdão 422/2020 do Tribunal Constitucional.

### Contexto prévio à revisão constitucional de 2004
O problema que se mantinha em Portugal, antes da revisão de 2004, tinha que ver com a própria fase de confrontação. Se a vasta maioria dos Estados-membros da União optou por incluir uma cláusula de receção do Direito da União, o legislador constituinte português optou por não o fazer, mantendo o problema da legitimação constitucional da adesão de Portugal à União. Manteve-se o art.º 8º, n.º 3 da CRP, introduzido por força da revisão constitucional de 1982 e com a alteração suscitada pela revisão de 1989, que não se encontra isento de críticas. Repare-se na sua redação:

Artigo 8.º
3.” As normas constitucionais emanadas dos órgãos competentes das organizações internacionais de que Portugal seja parte vigoram diretamente na ordem interna, desde que tal se encontre estabelecido nos respetivos tratados constitutivos.” 

Embora esta disposição não aluda ao Direito da União, pode dizer-se que pretendeu englobar a aplicabilidade direta das normas europeias, mas não do princípio do primado do DUE, ainda que estes se encontrem, por definição, interligados. A questão também não ficou satisfeita com a inclusão do n.º 6 do art.º 7.º da CRP na revisão constitucional de 1992:

Artigo 7.º
6. “Portugal pode (...) convencionar o exercício, em comum, em cooperação ou pelas instituições da União, dos poderes necessários à construção e aprofundamento da união europeia.”
Com base nesta parte final do n.º 6, poderia deduzir-se que seria esta a cláusula que ofereceria a legitimação constitucional às limitações de soberania face à entrada e participação na União Europeia e, principalmente, ao princípio do primado. Com esta cláusula, o legislador constituinte pretendeu enfatizar que, da transferência de poderes soberanos dos respetivos Estados-membros para União Europeia, surgia uma nova “soberania comum” resultante da súmula das delegações dos poderes para a União, por parte dos Estados.
Todavia, a crítica que se lhe opõe tem que ver com o facto de esta “soberania comum” não resultar do exercício em comum dos poderes soberanos, como parece resultar do disposto no artigo. Em primeiro lugar, conseguimos compreender que, caso a soberania resultasse do exercício conjunto de poderes soberanos pelos Estados-membros e pela União, nunca seria possível a atribuição de competências exclusivas à União Europeia. Em segundo lugar, e mais importante, o poder político da União surge com a delegação de poderes soberanos dos Estados nesta, sendo estes poderes autónomos em relação ao poder dos Estados-membros.
Rui Medeiros e Jorge Miranda destacaram ainda que “não se autonomiza um artigo sobre a União Europeia” e acrescentam ainda que “Portugal continua, no n.º 6, a tomá-la como um espaço de associação com outros Estados, sem fazer uma transformação radical da sua própria estrutura constitucional”. No entanto, André Gonçalves Pereira e Fausto de Quadros, admitem que pelo facto de Portugal ter aderido à União, tal pressupõe que reconhece e aceita o seu ordenamento jurídico e, como tal, todas as suas caraterísticas específicas, acima de tudo o primado do DUE, traço identitário da existência da ordem jurídica europeia autónoma. Assim, não seria necessário que a Constituição da República Portuguesa dispusesse expressamente de um preceito normativo para que o Direito da União vigorasse na ordem jurídica interna e para que primasse sobre todo o Direito Constitucional, pois tal seria uma decorrência das atribuições próprias do Direito da União.
Entretanto, a modificação da lei do tribunal Constitucional, de 1989, aditou a alínea i) do n.° 1 do artigo 70.° diz que “cabe recurso para o Tribunal Constitucional das decisões dos tribunais que recusem a aplicação de norma constante de ato legislativo, com fundamento na sua contrariedade com uma convenção internacional”, recurso este que é restrito a questões de natureza jurídico-constitucional e jurídico-internacional implicadas na decisão recorrida. Assim, não se poderia excluir a intervenção do Tribunal Constitucional português nas questões de interpretação e transposição de normas internacionais para o ordenamento jurídico nacional, embora estas sejam questões de direito comunitário. Este novo quadro constitucional sugeria que a oposição entre uma norma interna e uma norma de direito da União fosse considerada uma verdadeira inconstitucionalidade

### A revisão constitucional de 2004
O projeto de Tratado que estabelecia uma Constituição para a Europa afirmava o princípio do primado no seu artigo 10.º, n.º 1, convertido na Conferência Intergovernamental em art.º I-6º. Contudo, o processo de ratificação deste Tratado foi suspenso após as respostas negativas obtidas nos referendos realizados em França e na Holanda.
Este artigo repercutiu-se no ordenamento jurídico português e, na sequência da revisão constitucional de 2004, procurou-se legitimar constitucionalmente a supremacia do Direito da União sobre as próprias normas da Constituição. Assim, introduziu-se em 2004 o n.º 4 do art.º 8º da CRP que, de algum modo, visa substituir, quanto à União, os n.ºs 2 e 3:
Artigo 8.º
4. “As disposições dos tratados que regem a União Europeia e as normas emanadas das suas instituições, no exercício das respetivas competências, são aplicáveis na ordem interna, nos termos definidos pelo direito da União, com respeito pelos princípios fundamentais do Estado de direito democrático”. (itálico acrescentado)
A esta revisão de 2004 e, em especial, à aposição do n.º 4 ao art.º 8.º da CRP, não faltaram divergências quanto ao princípio do primado e à sua relação com o disposto neste artigo. O professor Jorge Miranda considerou este aditamento como uma “violação dos princípios estruturantes da Constituição, uma vez que equivaleria a uma mudança qualitativa radical do próprio Estado Português”
Se preferirmos, poderemos arrumar as posições doutrinárias em três grandes fações:
Ø Primeira: pressupõe a aceitação sem limites do princípio do primado do DUE sobre o Direito nacional, na qual se integram autores como Freitas de Amaral e Fausto de Quadros.
Daqui resulta que quer se trate de Direito europeu originário ou derivado, este prima sempre sobre todo o Direito Constitucional e, considera o primeiro autor, que o trecho final do nº4, resulta da necessidade de “acalmar nacionalistas mais ansiosos”, pois na prática terá pouco alcance jurídico, já que “os princípios fundamentais do Estado de Direito democrático - todos eles - já enformavam o Direito comunitário europeu, quando Portugal ainda era uma ditadura”.

Ø Segunda: autores como Blanco de Morais e Miguel Galvão Teles defendem que o n.º4 do art.º 8.º da CRP ainda vem reconhecer o primado da Constituição.
A posição de Miguel Galvão Teles merece especial destaque pois este autor defende que o n.º 4 deve ser encarado como uma reivindicação da “competência das competências”, o que vem a ser referido pelo Acórdão nº 422/2020 do Tribunal Constitucional. Este preceito não se limitaria a facultar uma abertura à aplicação do DUE e aos termos em que tal ocorre, mas estabeleceria também os limites da sua aplicação. Neste contexto, a remissão para o Direito da União Europeia quanto aos termos da sua aplicabilidade na ordem interna não será sem restrições. Em bom rigor, o n.º 4 acolheu a doutrina dos contralimites, elaborada pelos tribunais constitucionais italiano e alemão, mas de modo mais amplo do que o aceite pelos primeiros, pois o contralimite no ordenamento jurídico português traduz-se na noção de “princípios fundamentais do Estado de direito democrático” (parte final do n.º4, do art.º 8.º, da CRP).
Segundo Galvão Teles, a alusão ao “Estado de direito democrático” remete o art.º 2.º da CRP e o art.º 7.º n.º 6 da CRP. Incluem-se neste termo, entre outros, o núcleo essencial dos direitos fundamentais, a independência dos tribunais e o respeito pelo princípio democrático com pluralismo político.
O autor sustenta que o artigo 8º nº4 CRP não estabelece uma “rendição” da Constituição portuguesa ao Direito da União Europeia quanto à competência para decidir o direito aplicável na ordem jurídica portuguesa. Do estabelecimento de limites decorre o reconhecimento da aceitação da aplicação interna do DUE; mas, em contrapartida, pressupõe que a Constituição portuguesa se considere competente para acolher ou não as pretensões do direito comunitário.
Ø Terceira: consideram o primado aplicativo do Direito da União, tal como admitem autores entre os quais Gomes Canotilho e Vital Moreira.
Da posição destes autores resultam ideias mistas: quer de acentuação como de atenuação do primado do DUE. Por um lado, acentuam a prevalência do DUE na medida em que admitem que nem o Tribunal Constitucional português, nem os demais tribunais podem julgar da constitucionalidade de normas europeias à luz da CRP e, por isso, as normas de DUE adquirem “imunidade” relativamente ao exercício de fiscalização da constitucionalidade. Por outro lado, é suavizada a ideia de prevalência do DUE, na medida em que consideram que a aceitação do primado resulta da “decisão constituinte do povo”, pelo que será um primado de aplicação e não um primado constitucional, sendo a União um espaço de associação de Estados soberanos e independentes.

### Conflito de legalidades
No exercício da “Kompetenz-Kompetenz”, isto é, da “competência das competências”, o ordenamento jurídico português considera-se ele próprio competente para definir o regime do Direito da União no universo jurídico português (n.º 4, do art.º 8.º da CRP). Deste modo, ainda que, para que a harmonia seja assegurada, o Direito da União seja aplicável nos termos por ele definidos, é-o por autoridade do sistema jurídico português. Quer isto dizer que, da perspetiva do sistema jurídico português, o universo português é autónomo, não se integrando no universo jurídico da União. Oposta é a perspetiva do sistema jurídico da União. Este entende que a “competência da competência” é exclusivamente sua, e que os universos estaduais são partes integrantes do sistema jurídico da União.
Na perspetiva de Miguel Galvão Teles esta divergência de posições pode ser interpretada como um “conflito de legalidades”, visto se tratar de um “conflito entre pretensões de validade contraditórias”. Acrescenta ainda que nenhum sistema jurídico pode de forma vinculativa justificar a sua própria autoridade, dado que os juízes nacionais estabelecem uma relação de fidelidade com o sistema jurídico, pelo que seria redundante.
As instituições judiciais europeias, ao aperceberem-se desta questão procuraram atribuir-lhes função comunitária, assim, tal como os tribunais nacionais passam a ser tribunais comuns do Direito da União, os juízes nacionais serão “juízes comunitários de direito comum”, isto é, juízes da União. Esta “comunitarização do juiz nacional e da sua função começou, aliás, a ser levada a cabo (...) pela teoria do primado. Como tal, o juiz nacional está obrigado a aplicar o Direito da União segundo os critérios próprios da União”.

### Acórdão nº422/2020 do Tribunal Constitucional
Desde que Portugal se tornou parte da União Europeia em 1986, o Tribunal Constitucional não se tinha ainda pronunciado sobre a compatibilidade do DUE com a Constituição portuguesa. A razão provável decorre da natureza estrita dos requisitos formais que devem ser cumpridos no recurso de constitucionalidade.
Em julho de 2020, foi a primeira vez que o Tribunal Constitucional foi solicitado a julgar a compatibilidade de um regulamento da UE com a Constituição portuguesa.
Este acórdão surge em consequência de uma questão de constitucionalidade suscitada por uma empresa exportadora de vinho (A1, Lda.) a propósito da atribuição de subsídios à exportação, por considerar que o princípio da igualdade, estatuído no art. 13º CRP, estaria a ser violado. Ora, para o efeito, foram convocadas as normas decorrentes do nº1 do art. 4º do Regulamento nº 3665/87 e da alínea a) do nº1 do art. 19º do Regulamento (CEE) nº 2220/85 e o problema que se colocou foi o de saber se a interpretação que daí resultava - “o pagamento adiantado da restituição à exportação não se torna definitivo após a efetivação da exportação”- seria inconstitucional por violação do disposto no art. 13º CRP já que tal se traduziria em “tratar de modo diferente e mais gravoso os exportadores que recorreram a restituições antecipadas, dos que seguiram o regime geral das restituições”.
Assim, a questão que verdadeiramente se levantou foi a de desconformidade de uma norma europeia, no caso concreto, do Regulamento (direito derivado, art.º 288º TFUE) com uma norma constitucional, decorrente do art.º 13º CRP, e se essa desconformidade poderia ser apreciada pelo Tribunal Constitucional, no âmbito do exercício da fiscalização concreta da constitucionalidade de normas (art. 277º CRP).
Ora, o problema enunciado anteriormente convoca a relação do Direito nacional português com o DUE, que remete para o princípio do primado. Com as sucessivas adaptações à Constituição de 1976, por meio de revisões constitucionais, que revelam uma “postura de amizade com o projeto europeu”, importa destacar o disposto no n.º 6 do art.º 7.º da CRP, conjugando-o com o n.º 4 do art.º 8.º da CRP, sendo que o último número foi introduzido por força da revisão constitucional de 2004. Se o art.º 7.º da CRP traduz a opção político-constitucional e os termos da decisão europeia, o art.º 8º da CRP estabelece as vicissitudes da participação de Portugal na União: “depois de ter autorizado a escolha política que se traduz na integração da República numa comunidade mais vasta, a Constituição reconhece (...), os efeitos de direito que resultam da integração”. Assim, o texto constitucional aceita “o sentido funcional do princípio do primado - desde logo como expressão instrumental da (convenção do) exercício, em comum, em cooperação ou pelas instituições da União dos poderes necessários à construção e aprofundamento da (UE)”.
Da ponderação do n.º 4 do art.º 8.º resultam, de acordo com o Tribunal Constitucional, duas ideias-chave quanto ao princípio do primado e ao exercício do mecanismo de garantia da Constituição, isto é, a fiscalização de constitucionalidade (277º CRP).
Por um lado, ao considerar “o facto de o direito comunitário ter chamado a si a autoridade para estabelecer o seu relacionamento com as ordens jurídicas dos Estados-membros”, tal significa que o DUE “adquire imunidade ao nosso sistema de fiscalização da constitucionalidade e, concretamente, à intervenção do Tribunal Constitucional, no quadro do art.º 277.º, n.º 1, da CRP” . O trecho inicial do art.º 8.º, n.º 4, da CRP – “[a]s disposições dos tratados que regem a União Europeia e as normas emanadas das suas instituições, no exercício das respetivas competências, são aplicáveis na ordem interna, nos termos definidos pelo Direito da União […]” – impõe, segundo Gomes Canotilho e Vital Moreira, uma “derrogação das normas constitucionais de garantia da Constituição em relação ao direito comunitário, não valendo para este a norma do art. 277º, nº1 da CRP”.
Por outro lado, por via do trecho final do art.º 8.º, n.º 4, de sentido contra-limitador – “[…] com respeito pelos princípios fundamentais do Estado de direito democrático” – a insusceptibilidade de fiscalização da constitucionalidade não é absoluta. Ora, quer isto dizer que é aposta uma cláusula de salvaguarda, nos termos do qual, em caso de ser ameaçado o núcleo identitário da Constituição, pode o Tribunal Constitucional exercer a “Kompetenz-Kompetenz”, isto é, a “Competência das Competências”, aqui relacionada com a competência das competências dos tribunais. Ou seja, no limite, pode o Tribunal Constitucional averiguar se é ou não competente para decidir se deve conhecer da questão, caso a norma de DUE seja materialmente incompatível com um princípio fundamental do Estado de direito democrático.
           Com efeito, e importa reter, que o Tribunal Constitucional ressalva a possibilidade de poder intervir e analisar questões de constitucionalidade- ideia de contra limite- caso a norma europeia esteja “aquém da incidência de princípios fundamentais do Estado de direito democrático, que constituam expressão do núcleo identitário nacional”. Sobre este tema, o Tribunal Constitucional Italiano contribuiu para o desenvolvimento da ideia dos contra limites enquanto limitações de soberania. Ora, embora haja sido legitimada constitucionalmente a ordem jurídica europeia, enquanto uma ordem jurídica própria, cujos atos emanados por esta fundavam-se na própria ordem comunitária, em bom rigor o Tratado de Roma somente atribuiu competências aos órgãos e instituições da União em matéria económica. Assim, das limitações de soberania efetuadas, resulta que a União Europeia (CEE) não poderia adotar atos contrários às disposições do Direito italiano nos domínios em que Estado italiano não alienou competência.
Também o Tribunal Constitucional alemão adotou a doutrina dos contra-limites, tendo por referência o Acórdão Solange proferido justamente sobre o caso que no TJUE deu origem à decisão Handelsgessellschaft - enquanto o processo de integração europeia não se encontrasse desenvolvido a ponto de o direito comunitário dispor de um elenco de direitos fundamentais estabelecido por um Parlamento e adequado ao catálogo da Constituição alemã̃, devem ser submetidos ao TC alemão todas as normas comunitárias suscetíveis de colidir com o núcleo de um direito fundamental consagrado na Constituição.
Agora mais facilmente se concretizam as semelhanças do Acórdão nº 422/2020 face ao Acórdão Solange II, dado que o Tribunal Constitucional reserva a possibilidade de intervir em caso de não se garantirem princípios fundamentais do Estado de direito democrático, adotando deste modo a doutrina dos contra limites à semelhança do que o Tribunal Constitucional alemão também havia referido no Acórdão Solange II.
No entanto, o Tribunal refere que, caso esteja em causa uma desconformidade de uma norma de DUE com um princípio fundamental do Estado de direito democrático, este só poderá apreciar a questão de constitucionalidade se, na ordem jurídica europeia, não existir nenhum princípio que “goze de um valor paramétrico materialmente equivalente ao que lhe é reconhecido na Constituição portuguesa, funcionalmente assegurado pelo TJUE” – caso em que o Tribunal Constitucional não deverá apreciar a compatibilidade da norma europeia com a Constituição, abstendo-se de conhecer do pedido, e remeter para o Tribunal de Justiça através do reenvio prejudicial para que este aprecie da compatibilidade desta norma com a ordem jurídica comunitária. Assim, será este o critério constitucional, com vocação geral, para aferir a competência do Tribunal Constitucional, tal como resulta da conjugação dos artigos 7.º, n.º 6 e 8.º, n.º 4 da CRP, que no limite, determina a sua competência para decidir se deve ou não conhecer da questão. 
Em suma, este acórdão afigurou-se histórico para o Tribunal Constitucional português pois foi o primeiro que abordou a questão da relação entre o DUE e a Constituição da República Portuguesa e reconheceu a ausência de jurisdição para analisar a questão da constitucionalidade de normas europeias à luz da Constituição, apesar de salvaguardar a sua competência para conhecer da questão quando uma norma europeia, quer de Direito originário, quer de Direito derivado, colida com o núcleo identitário da Constituição Portuguesa.
Nesta "confrontação conciliatória“ do Tribunal Constitucional, o princípio do primado deve ser interpretado através de uma atividade de diálogo e cooperação entre os tribunais constitucionais e o Tribunal de Justiça, marcando a centralidade deste órgão na ordem jurídica da União Europeia. O mecanismo do reenvio prejudicial, por meio do qual os tribunais nacionais suscitam dúvidas ao Tribunal de Justiça acerca da aplicação de uma norma europeia, será um elemento essencial para a permanência deste diálogo. Abre-se assim a porta a um uso futuro deste mecanismo pelo Tribunal Constitucional português no contexto da questão da constitucionalidade das normas comunitárias.